# Fertőszentmiklós flygplats
Fertőszentmiklós flygplats är en flygplats i staden Fertőszentmiklós i Ungern. Den ligger i provinsen Győr-Moson-Sopron, i den västra delen av landet, 160 km väster om huvudstaden Budapest. Fertőszentmiklós flygplats ligger 134 meter över havet.